# موج ریلی

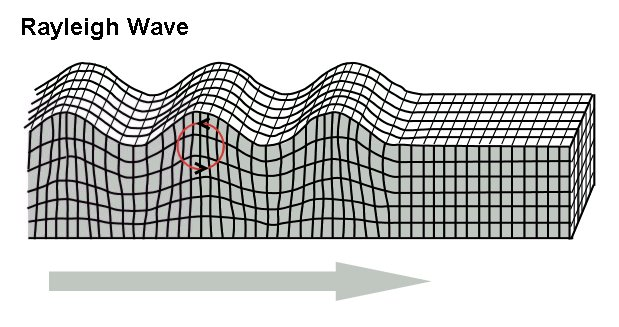
موج ریلی

موج ریلی (انگلیسی: Rayleigh wave) نوعی موج آکوستیک سطحی است که در امتداد سطح مواد جامد حرکت می‌کند. این امواج ممکن است به دلایل مختلف مانند برخورد محلی یا انتقال بر اثر فشاربرقی ایجاد شوند و در آزمون‌های غیرمخرب برای تشخیص عیب و نقص‌ها به فراوانی مورد استفاده قرار می‌گیرند. امواج ریلی بخشی از امواج لرزه‌ای هستند که توسط زمین‌لرزه در سطح زمین ایجاد می‌شوند.

## ویژگی‌ها
امواج ریلی نوعی از امواج سطحی هستند که در نزدیکی سطح جامدات حرکت می‌کنند. این امواج شامل هر دو نوع امواج طولی و عرضی بوده که با افزایش فاصله از سطح، به‌طور نمایی کاهش می‌یابند.
وجود این امواج در سال ۱۸۸۵ توسط لرد ریلی پیش‌بینی شده بود و به همین دلیل به نام او نامگذاری شده‌است.

## امواج ریلی در ژئوفیزیک

### امواج ریلی ناشی از زمین‌لرزه

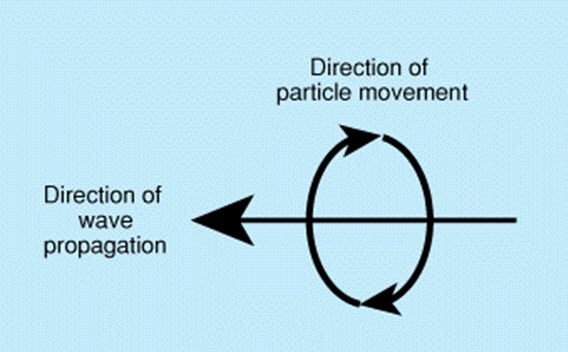
جهت موج ریلی

چون امواج ریلی از نوع امواج سطحی هستند، دامنه امواج تولیدشده توسط زمین‌لرزه با افزایش عمق کانون زمین‌لرزه به صورت توانی کاهش می‌یابد. با این حال زمین‌لرزه‌های بزرگ ممکن است امواج ریلی بزرگی تولید کنند که پیش از از بین رفتن، چندین بار به دور زمین گردش کنند.
در لرزه‌شناسی امواج طولی و برشی به‌ترتیب به نام‌های موج پی و موج اس شناخته شده و امواج درونی نامیده می‌شوند. امواج ریلی در نتیجه واکنش میان موج پی و موج اس در سطح زمین ایجاد شده و با سرعتی پایین‌تر از سرعت امواج پی، اس و موج لاو حرکت می‌کنند. امواج ریلی در امتداد سطح زمین از کانون زمین‌لرزه خارج شده و با سرعتی در حدود ۳ کیلومتر در ثانیه که حدود ده برابر سرعت صوت در هوا (۰٫۳۴۰ کیلومتر در ثانیه) است جابه‌جا می‌شوند.
امواج پی و اس ناشی از زمین‌لرزه به دلیل سرعت بالاتر، زودتر از امواج سطحی حرکت می‌کنند. با این حال چون حرکت ذرات امواج سطحی بزرگ‌تر از امواج درونی است، تخریب و خسارات ناشی از امواج سطحی بیشتر از از امواج درونی است. حرکت امواج ریلی شبیه حرکت امواج سطح اقیانوس است و مانند امواج دریا ذرات را در یک مدار دایره‌ای به ارتعاش درمی‌آورند ولی جهت حرکت دایره‌ای در امواج ریلی مخالف جهت حرکت امواج دریا است. عمق نفوذ و تأثیر امواج ریلی نیز مانند امواج دریا با افزایش عمق، کاهش پیدا می‌کند.
شدت لرزش امواج ریلی در یک نقطه به چند عامل بستگی دارد:
- اندازه و بزرگای زمین‌لرزه
- فاصله از زمین‌لرزه
- ژرفای زمین‌لرزه
- ساختار زمین‌شناختی پوسته زمین در محل
- سازوکار کانونی زمین‌لرزه
- جهت گسیختگی ناشی از زمین‌لرزه

ساختمان زمین‌شناسی محل می‌تواند باعث تمرکز یا عدم تمرکز امواج ریلی شود که این وضعیت منجر به تفاوت‌های مشخص در فواصل کوتاه شود.

### امواج ریلی در لرزه‌شناسی
بسامد پایین امواج ریلی تولید شده در یک زمین‌لرزه در لرزه‌شناسی به منظور تعیین ویژگی‌های ساختمان درونی زمین به‌کار می‌رود. امواج ریلی در بازه‌های متوسط در ژئوفیزیک و مهندسی ژئوتکنیک برای تشخیص منابع نفت خام مورد استفاده قرار می‌گیرد.